# Antanas Bagdonavičius

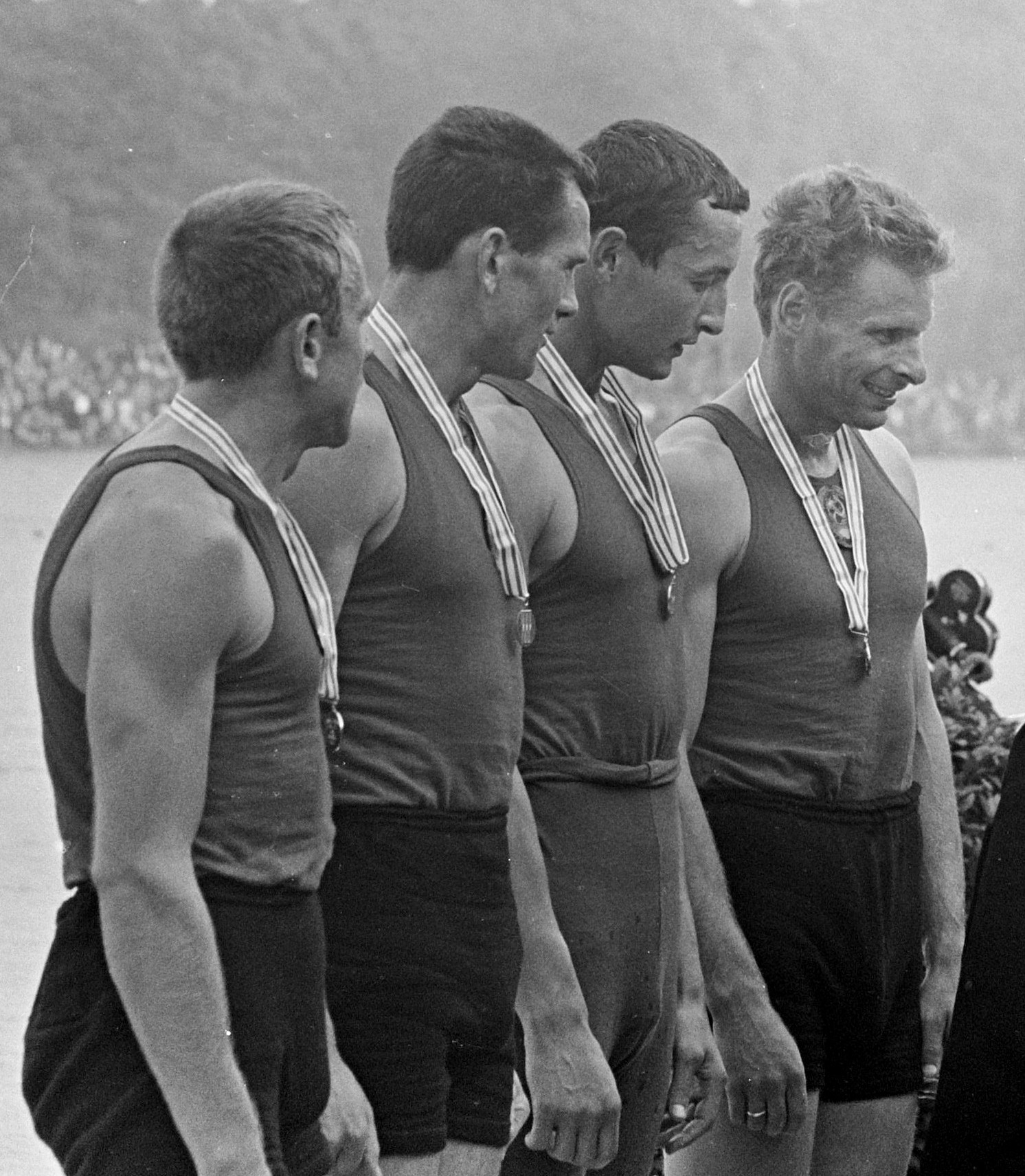
V. l. n. r.: Zigmas Jukna, Antanas Bagdonavičius, Wolodymyr Sterlyk und Juozas Jagelavičius bei der Siegerehrung als Europameister im Vierer ohne Steuermann 1965

Antanas Bagdonavičius (russisch Антанас Леонович Багдонавичюс; * 15. Juni 1938 in Bobėnai, Rajongemeinde Utena; † 9. März 2024 in Vilnius) war ein sowjetischer Ruderer, der in den 1960er Jahren neun internationale Medaillen gewann.

## Sportliche Karriere
Seine erste internationale Medaille gewann der 1,87 m große Antanas Bagdonavičius von Žalgiris Vilnius bei den Olympischen Spielen 1960, als er zusammen mit Zigmas Jukna und Steuermann Igor Rudakow Silber im Zweier mit Steuermann hinter dem deutschen Zweier gewann. Mit Zigmas Jukna ruderte Bagdonavičius bis zum Ende seiner sportlichen Laufbahn 1968 gemeinsam. 1961 gewannen Jukna und Bagdonavičius mit Gerdas Morhus im gesteuerten Zweier ihren ersten Europameistertitel. 1962 wechselten die beiden litauischen Ruderer in den Achter und gewannen Silber bei den ersten Ruder-Weltmeisterschaften. Auch bei den Ruder-Europameisterschaften 1963 und 1964 gewann der sowjetische Achter die Silbermedaille hinter dem Deutschland-Achter. Mit dem fünften Platz im Achter waren die Olympischen Spiele 1964 für Bagdonavičius die einzige medaillenlose internationale Rudermeisterschaft.
1965 wechselten Wolodymyr Sterlyk, Antanas Bagdonavičius, Zigmas Jukna und Juozas Jagelavičius aus dem Achter in den Vierer ohne Steuermann und gewannen in dieser Bootsklasse Gold bei den Europameisterschaften 1965 und Weltmeisterschaftssilber 1966 hinter dem Boot aus der DDR. 1967 gewannen die vier Ruderer mit Steuermann Juri Lorenzson die Europameisterschaft im Vierer mit Steuermann. Nach Bronze im Achter hinter dem Deutschland-Achter und den Australiern bei den Olympischen Spielen 1968 beendete Bagdonavičius seine aktive Laufbahn. Sowohl Jukna als auch Bagdonavičius waren nach ihrer Karriere als Funktionäre im Rudersport tätig.

## Internationale Medaillen
(OS = Olympische Spiele, WM = Weltmeisterschaften, EM = Europameisterschaften)
- OS 1960: Silber im Zweier mit Steuermann (Antanas Bagdonavičius, Zigmas Jukna und Steuermann Igor Rudakow)
- EM 1961: Gold im Zweier mit Steuermann (Antanas Bagdonavičius, Zigmas Jukna und Steuermann Gerdas Morhus)[2]
- WM 1962: Silber im Achter (Ričardas Vaitkevičius, Antanas Bagdonavičius, Zigmas Jukna, Wiktor Semjonow, Vytautas Briedis, Patras Karla, Jaroslaw Tscherstwy, Juozas Jagelavičius und Steuermann Juri Lorenzson)
- EM 1963: Silber im Achter (Ričardas Vaitkevičius, Antanas Bagdonavičius, Zigmas Jukna, Juri Suslin, Wolodymyr Sterlyk, Patras Karla, Vytautas Briedis, Juozas Jagelavičius und Steuermann Juri Lorenzson)[3]
- EM 1964: Silber im Achter (Ričardas Vaitkevičius, Antanas Bagdonavičius, Zigmas Jukna, Juri Suslin, Wolodymyr Sterlyk, Patras Karla, Vytautas Briedis, Juozas Jagelavičius und Steuermann Juri Lorenzson)
- EM 1965: Gold im Vierer ohne Steuermann (Wolodymyr Sterlyk, Antanas Bagdonavičius, Zigmas Jukna, Juozas Jagelavičius)[4]
- WM 1966: Silber im Vierer ohne Steuermann (Zigmas Jukna, Antanas Bagdonavičius, Wolodymyr Sterlyk, Juozas Jagelavičius)
- EM 1967: Gold im Vierer mit Steuermann (Zigmas Jukna, Antanas Bagdonavičius, Wolodymyr Sterlyk, Juozas Jagelavičius und Steuermann Juri Lorenzon)[5]
- OS 1968: Bronze im Achter (Zigmas Jukna, Antanas Bagdonavičius, Wolodymyr Sterlyk, Juozas Jagelavičius, Vytautas Briedis, Walentyn Krawtschuk, Alexander Martyschkin, Wiktor Suslin und Steuermann Juri Lorenzson)